# Edwin Graves
Edwin Darius Graves Jr. (10 luglio 1897 – 29 aprile 1986) è stato un canottiere statunitense.

## Palmarès

### Olimpiadi
- 1 medaglia:
  - 1 oro (Anversa 1920 nell'otto)